# Orde van het Ridderzwaard

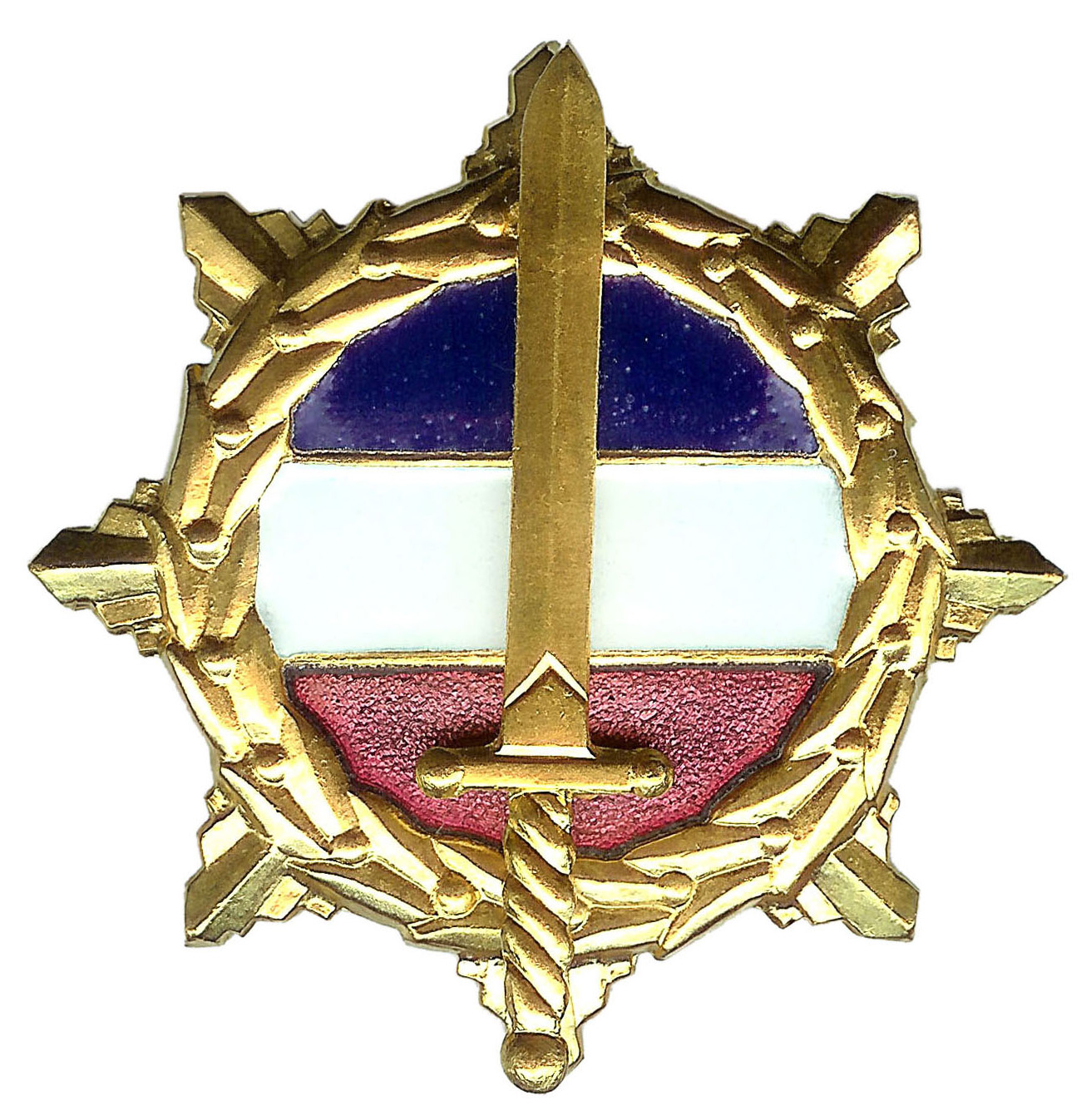

De Orde van het Ridderzwaard (Servisch: Орден витешког мача/"Orden Viteskog Maca"), ook de vertaling "Orde van het Zegevierende Zwaard" komt voor, is een ridderorde die door de Servië en Montenegro werd ingesteld.
De orde die drie graden heeft wordt voor militaire verdienste en verdienste voor de veiligheid verleend.
Het lint is blauw, wit en rood. Het kleinood is een op de borst gedragen achtpuntige ster met een groot blauw, wit en rood medaillon waarop een gouden zwaard is gelegd.
Orde van de Grote Joegoslavische Ster ·
Orde van de Joegoslavische Ster ·
Orde van de Joegoslavische Vlag ·
Orde van Vrijheid ·
Orde van Nationale Held ·
Orde van Held van de Socialistische Arbeid ·
Orde van Nationale Bevrijding ·
Orde van de Militaire Vlag ·
Partizanenster ·
Orde van de Republiek ·
Orde van Nationale Verdienste ·
Orde van Broederschap en Eenheid ·
Orde van het Volksleger ·
Orde voor Militaire Verdienste ·
Orde voor Dapperheid ·
Keten van de Orde van Joegoslavië ·
Orde van Verdienste van de Federale Republiek Joegoslavië ·
Orde van het Ridderzwaard ·
Orde van Nemanja ·
Orde van Njegoš ·
Orde van Vuk Karadžić ·
Orde van Tesla ·
Orde van de Arbeid ·
Orde van Dapperheid ·
Orde van Verdienste voor Defensie en Veiligheid
Zie ook: Ridderorden in Joegoslavië